# René Vallon
René Vallon (París, 2 de marzo de 1880-Shanghái, 6 de mayo de 1911) fue un aviador francés. Nacido en París, viajó a Shanghái, China, en 1911 con un grupo de entusiastas de la aviación para promover las ventas de aviones. Logró el primer vuelo en avión en China el 21 de febrero de 1911 en el hipódromo de Jiangwan; éste y los vuelos posteriores atrajeron grandes multitudes. Murió en un accidente de aviación menos de tres meses después, lo que provocó la cancelación de una compra planeada por parte del gobierno chino. Vallon fue conmemorado con una carretera y un monumento en la concesión francesa de Shanghái.

## Biografía

### Primeros años de vida
Nació en París el 2 de marzo de 1880, siendo hijo único. Se inició en la aviación a principios de 1910, uniéndose al Aéro-Club de France y recibiendo el Certificado de Aviador No. 109 el 21 de junio de 1910. Participó en reuniones en Burdeos, Berna y Issy-les-Moulineaux. Se casó c. 1908.

### Primeros vuelos en China
Vallon llegó a China el 10 de enero de 1911, formando parte de un grupo de entusiastas de la aviación liderado por Monsieur Petin y que también incluía a Louis Forest. Trajeron consigo dos aviones, un monoplano Blériot XI y un biplano Sommer 1910, que habían sido enviados al extranjero desde Francia. A través de su viaje, buscaron promover la venta de aviones franceses en China.
Vallon y su esposa se instalaron en el Hotel des Colonies en la concesión francesa de Shanghái. Se anunciaron vuelos durante algunos días, pero debido a problemas con el motor Vallon se vio obligado a retrasar su exhibición. También se informó de daños en el biplano, por lo que la cuerda de piano tuvo que ser reemplazada por un alambre de acero adquirido localmente.

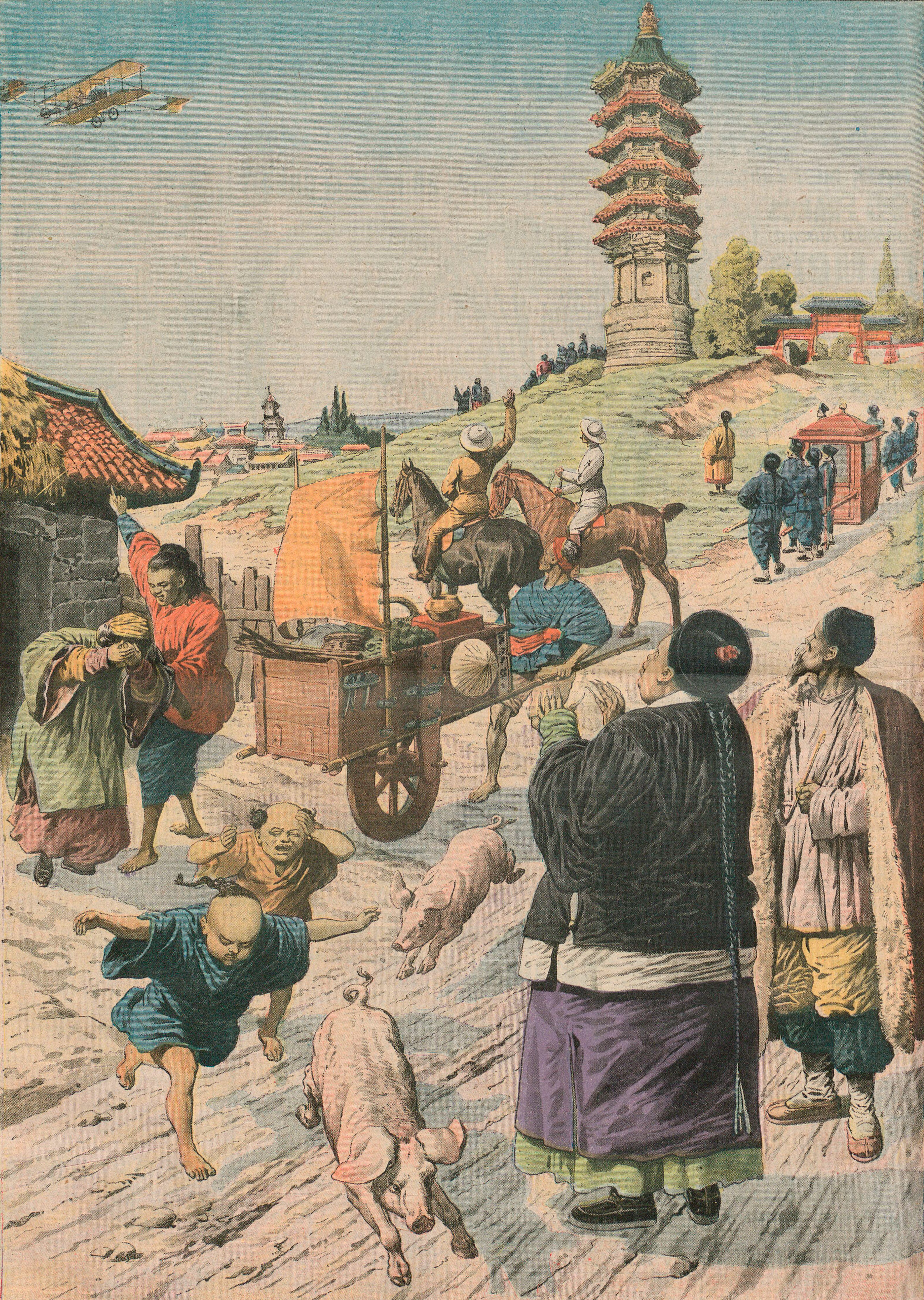
Una representación del primer vuelo de Vallon en China, Le Petit Journal, 16 de abril de 1911.

Finalmente, el primer vuelo de Vallon para el pueblo de Shanghái tuvo lugar el 21 de febrero de 1911. Por la tarde, se reunió con un mecánico y juntos probaron los soportes de alambre y prepararon el motor. Poco antes de las 4:00 hora local, el biplano fue retirado de su almacén en el hipódromo de Jiangwan y Vallon entró en el avión. Mientras un grupo de hombres sostenía el avión, el mecánico hizo girar la hélice. Como informó The North-China Herald, «en pocos segundos [estaba] girando a una velocidad tan enorme que el tornado que creó literalmente hizo caer al suelo a varios de los culíes que lo acompañaban».
Posteriormente, el biplano avanzó por la pista de carreras y logró despegar después de aproximadamente 40 yardas (37 m). Vallon se elevó sobre el hipódromo, primero siguiendo su recorrido antes de volar sobre las tribunas. Para finalizar su demostración, Vallon llevó el avión en un patrón de ocho sobre el campo, atrayendo la atención de la gente fuera del lugar. Después de aproximadamente diez minutos en el aire, Vallon regresó a tierra. Cuando los trabajadores devolvieron el biplano al almacenamiento, recibió felicitaciones elogiosas.
Durante los dos meses siguientes, Vallon realizó varios vuelos en el área de Shanghái, a menudo desde el hipódromo de Jiangwan. Regularmente alcanzaba alturas de 250 pies (76,2 m) en el biplano, y durante el tiempo tranquilo llevaría pasajeros. El 26 de marzo de 1911 se realizaron varios vuelos ante el general Hau del ejército chino, con el objetivo de promover las virtudes de los aviones para la guerra. Vallon realizó el viaje desde Jiangwan a la concesión francesa el 24 de abril de 1911. Saliendo de Jiangwan a las 6:20 p. m., realizó un vuelo de treinta y cinco minutos que pasó sobre el Bund y el río Huangpu antes de regresar al hipódromo. Más tarde recibió un premio del Consejo Municipal Francés por su logro.

### Muerte
El hipódromo de Jiangwan celebró una competición durante el fin de semana del 5 al 7 de mayo de 1911. Estaba previsto que Vallon hiciera una aparición, pero el 5 de mayo las condiciones meteorológicas eran prohibitivas. La situación mejoró al día siguiente y los organizadores anunciaron que Vallon aparecería después de las carreras.
A las 5 p. m. del 6 de mayo de 1911, Vallon despegó en su biplano hacia un cielo prácticamente despejado. Rodeó Shanghái, pasó por la Concesión Internacional de Shanghái y se dirigió hacia el hipódromo de Jiangwan. Poco después de la conclusión de la «Last Chance Stakes Race», el locutor de Jiangwan llamó la atención sobre Vallon. Mientras pasaba por encima, a una altura estimada de 500-900 pies (152,4-274,3 m) La multitud aplaudió su llegada. Vallon cruzó la tribuna, rodeó la pista y realizó otro cruce sobre la tribuna.
Mientras el avión se dirigía hacia un puesto designado para el público chino, se sacudió repentinamente. A esto le siguió un rápido descenso y el avión se estrelló en el hipódromo. La policía presente, así como algunos de los espectadores, corrieron hacia el lugar del accidente. Mientras varios marineros mantenían el orden, su cuerpo fue recuperado de los restos del avión. Fue declarado muerto en el lugar, y su cuerpo colocado en una camilla. Posteriormente fue retirado en automóvil. Su reloj se detuvo a las 5:13 p. m..
Durante el fin de semana, el cuerpo de Vallon fue retenido en la morgue. El 8 de mayo de 1911 fue escoltado a la Iglesia de San José en la concesión francesa para un Réquiem. La procesión fue presenciada por grandes multitudes y decenas más se unieron a la procesión a medida que continuaba. El cónsul general francés, Marie Joseph Maurice Dejean de La Batie, pronunció un discurso después de la misa. Se pretendía que el cuerpo de Vallon fuera enviado a Francia para su entierro.
Los informes posteriores al accidente no pudieron determinar su causa; algunos culparon a las condiciones del aire y otros consideraron que se debió a una falla mecánica. La compra prevista de biplanos Sommer se canceló tras el accidente. En el momento de la muerte de Vallon, éste estaba planeando regresar a Francia para otros encuentros. Se creó un fondo para apoyar a su viuda.

## Legado
Fue considerado como «el pionero de la aviación en China», convirtiéndose en la primera persona en volar un avión en China; también fue el primero en morir en un accidente de avión en el país. En marzo de 1911 se presentaron al público más ejemplos de vuelo en Hong Kong y Cantón, y al año siguiente un aviador ruso llevó el vuelo a otras provincias. El primer chino en volar un avión, Feng Ru, había logrado volar en Estados Unidos algún tiempo antes. Zee Yee Lee se convirtió más tarde en la primera persona china en lograr volar en China en 1912.
Después de su muerte, Vallon fue reconocido por el gobierno francés. Una calle de la concesión francesa recibió su nombre; hoy conocida como calle Nanchang, albergaba la Iglesia Ortodoxa Rusa de San Andrés, el Colegio Municipal Francés y la Alianza Francesa de Shanghái. Se erigió un monumento en honor a Vallon en el Parque Francés, también en la concesión francesa, pero fue retirado en 1950. En 2011, se inauguró una placa conmemorativa del vuelo de Vallon en el Hotel Peninsula de Shanghái. Se le conoce en chino como Huan Long (环龙).

## Obras citadas
- Areddy, James T. (22 de febrero de 2011). «China Marks 100 Years of Flight». The Wall Street Journal (Nueva York). Consultado el 6 de noviembre de 2024.
- «Aviation». The North-China Herald (Shanghái). 22 de abril de 1911. p. 244. Consultado el 4 de noviembre de 2024.
- «Aviation at Chiangwan». The North-China Herald (Shanghái). 24 de febrero de 1911. pp. 423-424. Consultado el 4 de noviembre de 2024.
- «Aviation Tragedy». The North-China Herald (Shanghái). 13 de mayo de 1911. p. 406. Consultado el 4 de noviembre de 2024.
- Dépagniat, Roger (1912). Les Martyrs de l'Aviation [Los mártires de la aviación] (en francés). París: E. Basset and Co.
- «Fatal Accident to Vallon». Flight International Magazine. 13 de mayo de 1911. p. 426.
- «Flight Over Shanghai». The North-China Herald (Shanghái). 29 de abril de 1911. p. 276. Consultado el 7 de noviembre de 2024.
- French, Paul (2010). The Old Shanghai A-Z. Hong Kong: Hong Kong University Press. ISBN 978-988-8028-89-4.
- Rea, George Bronson (Marzo de 1911). «Far Eastern Engineering, Construction, Commercial, and Financial News». The Far Eastern Review. pp. 364-367. Consultado el 6 de noviembre de 2024.
- «The Aviation Tragedy». Social Shanghai (Shanghái: North-China Daily) XI: 204-209. 1911.
- «The Vallon Subscription Fund». The North-China Herald (Shanghái). 8 de julio de 1911. pp. 85-86. Consultado el 4 de noviembre de 2024.

- Datos: Q20063676
- Multimedia: Rene Vallon / Q20063676